# Harpactea indistincta
Harpactea indistincta là một loài nhện trong họ Dysderidae.
Loài này thuộc chi Harpactea. Harpactea indistincta được miêu tả năm 1991 bởi Dunin.